# 小野村健太郎
小野村 健太郎（おのむら けんたろう、1949年 - ）は、日本の医師。山口県出身。
福岡県遠賀郡芦屋町の『医療法人おのむら医院』理事長、院長。その傍らマスコミでコメンテーターとしても活躍している。日本アロマセラピー学会広報担当理事を務めた他、日本肥満学会にも参加。
2013年からは北九州市立大学大学院ビジネス研究科特任教授。1992年から毎日新聞西部本社版で、主宰する患者塾が毎週火曜日に連載されている。

## 略歴・人物
北海道大学在学中よりフリーアナウンサーや放送作家として北海道放送（HBC)や東京放送（TBS)で活動していたが、医師であった父親の志を継ぎ、1978年産業医科大学に一期生として入学。
1992年に「おのむら医院」を開業。内科・小児科に加え、アロマセラピーや「夜だけゼリーを飲む習慣」（自ら考案、これで自身も1年で18キログラムの減量に成功したという）をベースにした、日本で初めての『ダイエット外来』を立ち上げ、3000人以上の肥満を解消した実績を持つ。
その傍らでかつてのフリーアナウンサー経験を生かし、『夕方どんどん』時代からRKBテレビの夕方ワイド番組のコメンテーターも務めており、2010年まで毎週水曜日に『今日感テレビ』に出演した。（番組では「番組のホームドクター」と紹介された）。視聴者からの健康の疑問や質問に答えた他、現代に於ける「健康ブーム」に対する問題提起も積極的に行った。現在は、NHKラジオ「はっけんラジオ」で、医療コーナーを担当している。平成10年に始まった毎日新聞に連載中の医療シンポジウム患者塾は、2016年に200回を迎えた。そのほか医療関係のシンポジウムなどで進行役を務める事もある。

## 著書
- 3日でやせる!夜だけゼリーダイエット - 寝ている間に内臓脂肪が燃える!くびれ美人になる!（マキノ出版、2004年）
- お医者さんが考えた食前デザートダイエット (2008年　主婦の友生活シリーズ ミラクルムック)

## 出演番組
- 夕方どんどん（RKB毎日放送、2003年6月まで）
- 今日感テレビ（RKB毎日放送、2003年7月より）
- ＮＨＫはっけんラジオ（NHK福岡放送局、2014年より）